# Trachischium laeve
Espèce
Synonymes
- Trachischium quinquelabialis Wall, 1911

Trachischium laeve est une espèce de serpents de la famille des Natricidae.

## Répartition
Cette espèce se rencontre dans l'Himalaya en Inde et au Népal.

## Description
L'holotype de Trachischium laeve, une femelle, mesure 502 mm dont 70 mm pour la queue.

## Publication originale
- Mario Giacinto Peracca, « Nouvelles espèces d’Ophidiens d’Asie et d’Amérique, faisant partie de la collection du Muséum d'histoire naturelle de Genève », Revue suisse de zoologie, MHNG, vol. 12,‎ 1904, p. 663-668 (ISSN 0035-418X, DOI 10.5962/BHL.PART.10151, lire en ligne).